# Hovorodon
Hovorodon is een kevergeslacht uit de familie van de boktorren (Cerambycidae). De wetenschappelijke naam van het geslacht werd voor het eerst geldig gepubliceerd in 2010 door Santos-Silva, Swift & Nearns.

## Soorten
Hovorodon omvat de volgende soorten:
- Hovorodon bituberculatum (Palisot de Beauvois, 1805)
- Hovorodon maxillosum (Drury, 1773)
- Hovorodon santacruzensis (Hovore & Santos-Silva, 2004)
- Hovorodon subcancellatum (Thomson, 1867)